# Petalite
La petalite (o castorite) è un minerale.

## Abito cristallino
Cristallizza in cristalli monoclini irregolari, oppure colonnari o ramificati. Più frequenti sono le masse compatte, granulari, grossolanamente cristalline.

## Origine e giacitura
Associata a rocce pegmatitiche, è presente in Svezia, in Finlandia, in Namibia, in Australia e in altre località della Russia, dello Zimbabwe e degli Stati Uniti. In Italia si trova con tormalina, lepidolite, ortoclasio, quarzo, nelle druse del granito dell'Isola d'Elba.